# Asiático (liberto)
Asiático fue un esclavo del emperador Vitelio y agente de sus más infames placeres. 
En los primeros días de reinado de este príncipe, le pidió su ejército que concediera a Asiático la dignidad de caballero, pero Vitelio rechazó esta injuriosa adulación. Después, por efecto de la versatilidad de su carácter, otorgó en el secreto de sus orgías lo que había rehusado públicamente y concedió a Asiático el anillo de caballero. Este favorito usó indolentemente de su poder. Tras la muerte de Vitelio, expió sus excesos con el suplicio de los esclavos, en el año 820 de Roma.